# La felicitat
La felicitat (títol original en francès: Le Bonheur) és una pel·lícula francesa d'Agnès Varda, estrenada el 1965. Ha estat doblada al català.

## Argument

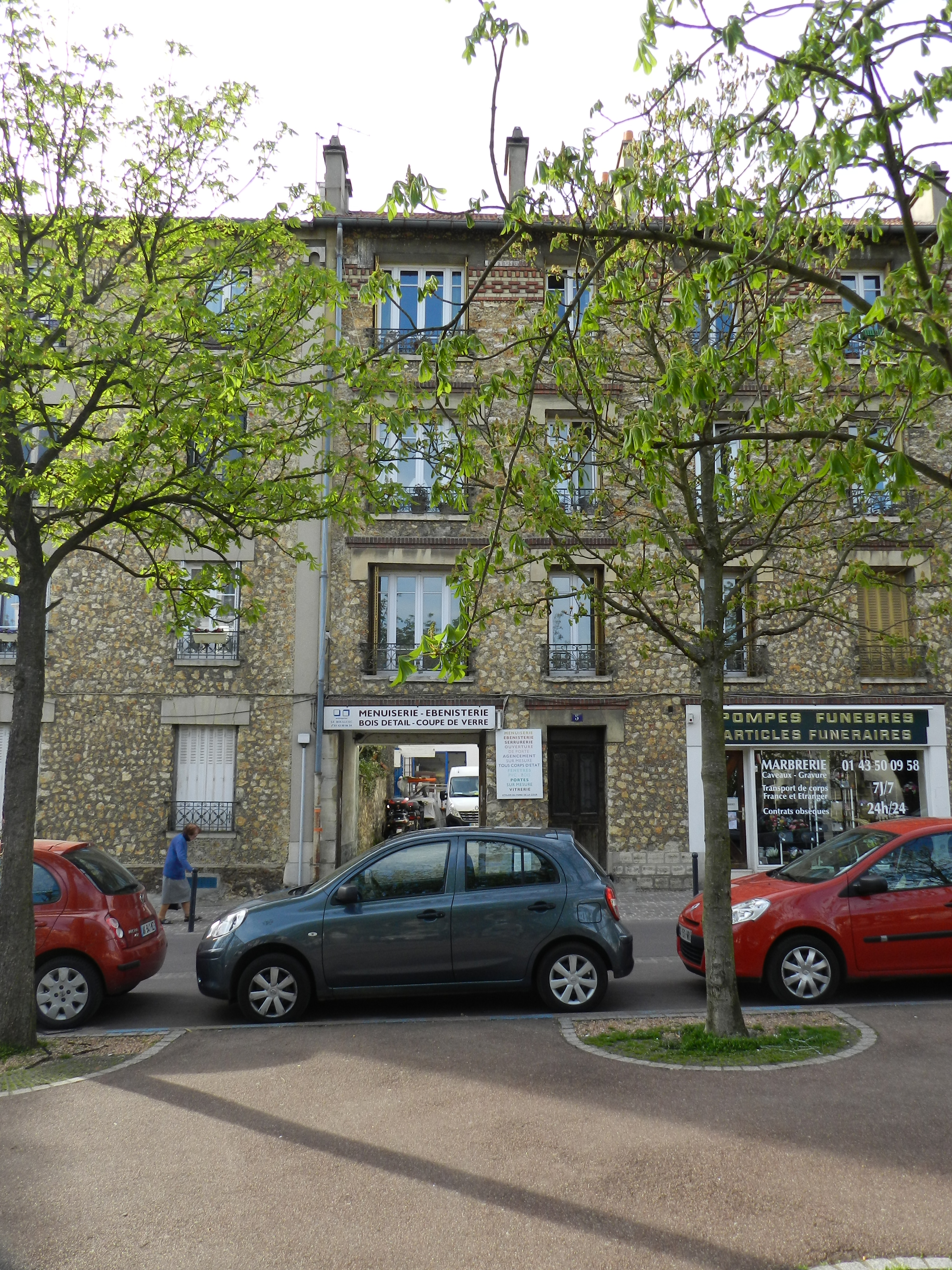
Edifici on treballa el personatge del fuster.

Un fuster viu feliç amb la seva dona i els seus fills.
Un dia, coneix una empleada dels serveis de Correus, telèfons i telegrafia (segons el sigle francès d'aleshores PTT) de la qual s'enamora. Estima tanmateix sempre la seva dona, i s'obre en aquesta situació.

## Repartiment
- Jean-Claude Drouot: François Chevalier
- Claire Drouot: Thérèse Chevalier
- Olivier Drouot: Pierrot Chevalier
- Sandrine Drouot: Gisou Chevalier
- Marie-France Boyer: Émilie Savignard
- Marc Eyraud: J. Chevalier
- Paul Vecchiali: Paul
- Yvonne Dany
- Marcelle Favre-Bertin
- Manon Lanclos
- Christian Riehl
- Sylvia Saurel

## Premis i nominacions

### Premis
- 1964: Premi Louis-Delluc per Agnès Varda
- 1965: Gran Premi del Jurat al Festival de Berlin

### Nominacions
- 1965: Os d'or